# کوه فیشت
کوه فیشت (به لاتین: Mount Fisht) یک کوه در روسیه است که در آدیغیه واقع شده‌است. کوه فیشت ۲٬۸۶۷ متر بالاتر از سطح دریا واقع شده‌است.